# Cantagalo (Minas Gerais)
Cantagalo is een gemeente in de Braziliaanse deelstaat Minas Gerais. De gemeente telt 4.132 inwoners (schatting 2009).

## Aangrenzende gemeenten
De gemeente grenst aan Peçanha, São João Evangelista en São Pedro do Suaçuí.